# Пайне (район)
Пайне (нім. Peine) — район у Німеччині, у складі федеральної землі Нижня Саксонія. Адміністративний центр — місто Пайне.

## Населення
Населення району становить 136 960 осіб (станом на 31 грудня 2021).

## Адміністративний поділ
Район складається з районного центра і 6 громад (нім. Einheitsgemeinden).
|   | Громада      | Населення (станом на 31 грудня 2021) |
| - | ------------ | ------------------------------------ |
| 1 | Вендебург    | 10526                                |
| 2 | Гоенгамельн  | 9401                                 |
| 3 | Едеміссен    | 12502                                |
| 4 | Ільзеде      | 21975                                |
| 5 | Ленгеде      | 13937                                |
| 6 | Пайне, місто | 50461                                |
| 7 | Фехельде     | 18158                                |